# 奧西奇涅
50°19′54″N 28°0′4″E / 50.33167°N 28.00111°E
奧西奇涅（烏克蘭語：Осичне），是烏克蘭北部的村莊，隸屬日托米爾州的茲維亞赫爾區。該村始建於1925年，面積2.03平方公里，海拔高度244米，2001年人口50，人口密度每平方公里24.63人。